# Soto la Marina (municipalité)
La municipalité de Soto la Marina est l'une des 43 municipalités de l'État de Tamaulipas, et est située dans la partie sud de cet État. Riveraine du golfe du Mexique, elle appartient à sa plaine côtière, ainsi qu'au bassin versant du fleuve Río Soto La Marina. Elle prend appui au sud-ouest sur le massif montagneux de la Sierra de Tamaulipas, tandis qu'un relief de moindre en ampleur la traverse plus à l'est, du nord-nord-ouest au sud-sud-est. Son chef-lieu est la ville éponyme de Soto la Marina. Elle dépend de la région Centro, qui est une des 6 subdivisions administratives de l'État de Tamaulipas.

## Géographie
La municipalité de Soto la Marina s'étend du nord au sud le long du golfe du Mexique. Elle est bordée à l'est par la Laguna Madre, lagune qu'un cordon dunaire sépare du golfe du Mexique. Elle est traversée d'ouest en est, en sa partie sud, par le fleuve Río Soto La Marina, qui se jette dans la Laguna Madre, avant de rejoindre la mer. Elle traversée par la Sierra La Cocina, relief peu élevé qui la traverse du nord-nord-ouest au sud-sud-est, puis prend appui au sud-ouest sur un massif montagneux plus marqué, la Sierra de Tamaulipas. Son altitude oscille entre 50 et 1100 mètres. Son chef-lieu, la ville éponyme de Soto la Marina, se trouve dans la partie sud-ouest de son territoire, sur les bords du fleuve Soto la Marina, à une altitude de 25 mètres. Ce territoire couvre une superficie de 6422,14 km², et était peuplé en 2020 de 23 673 habitants.
Cette municipalité fait partie de la région Centro, qui est une des 6 subdivisions administratives de l'État de Tamaulipas, et regroupe les municipalités d'Abasolo, Güemez, Hidalgo, Jiménez, Llera, Mainero, Padilla, San Carlos, San Nicolás, Soto la Marina, Victoria, Casas et Villagrán.
Elle est limitrophe au nord de la municipalité de San Fernando, à l'ouest de celles d'Abasolo et de Casas, et au sud de celle d'Aldama.

## Composition et démographie
La municipalité était composée en 2010 de 854 localités.
| Localité                       | Population |
| ------------------------------ | ---------- |
| Soto la Marina                 | 8 389      |
| ELa Pesca                      | 1 632      |
| Tampiquito (Soto la Marina)    | 985        |
| Miguel De la Madrid (El Canal) | 491        |

En plus de l'espagnol, plusieurs langues amérindiennes sont parlées dans la municipalité, dont les principales sont par ordre d'importance : le nahuatl, le huastèque, et dans une moindre mesure le totonaque, le chinantèque et le mayo.

## Histoire
Dans le contexte de la conquête et de la colonisation de la nouvelle province de Nouvelle-Santander par José de Escandón entre 1748 et 1755, la ville de Soto la Marina est fondée en 1750, sous l'invocation de Nuestra Señora de la Concepción (Notre-Dame de la Conception), au lieu-dit Marina Vieja. À la suite d'une grave épidémie de fièvre jaune en 1802, la ville est déplacée en 1810 vers un lieu plus salubre, à son emplacement actuel, en amont du fleuve.
En 1817, lors de la Guerre d'indépendance du Mexique, la ville est le lieu d'un siège, puis d'une occupation par les troupes de Francisco Xavier Mina, qui y avait débarqué.
En juillet 1824, l'ancien empereur du Mexique, Agustín de Iturbide, rentre de son exil à Londres et gagne Soto la Marina. Il y est arrêté par le général Felipe de la Garza, qui le transfère à Padilla, où il est ensuite fusillé.
Le général Felipe de la Garza meurt à Soto la Marina en 1832.